# Račice-Pístovice
Račice-Pístovice – miejscowość i gmina (obec) w Czechach, w kraju południowomorawskim, w powiecie Vyškov. W 2022 roku liczyła 1220 mieszkańców.